# Bernd Helmschrot
Bernd Helmschrot (* 18. März 1947 in Hannover) ist ein ehemaliger deutscher Fußballtorwart. Er absolvierte in seiner aktiven Laufbahn 107 Spiele in der Bundesliga und 277 Spiele in der Zweiten Liga. 1968 wurde er zweimal in der Amateur-Nationalmannschaft eingesetzt.

## Spielerlaufbahn
Helmschrot spielte bereits in der Jugend für Hannover 96. Seit 1965 gehörte er zum Kader der Amateurauswahl in der Landesliga Niedersachsen. 1967 rückte er als Reservetorwart in die Bundesligamannschaft auf. Er debütierte am 17. Februar 1968 unter dem neuen Trainer Karl-Heinz Mülhausen im Spiel gegen den Hamburger SV in der Bundesliga. Das Spiel endete 2:2. Die folgenden neun Spiele in der Saison stand Helmschrot im Tor der Roten. Erst in den letzten beiden Spielen kam der eigentliche Reservetorwart Horst Grunenberg zum Einsatz.
Insgesamt kam Helmschrot bis 1971 zu 48 Bundesligaeinsätzen für Hannover. In dieser Zeit kam er auch zu zwei Einsätzen in der deutschen Amateur-Nationalmannschaft. Zudem kam er zu drei Einsätzen für Hannover im Messepokal. Seit 1968 war er Lizenzspieler.
Nachdem er Hannovers Stammtorhüter Horst Podlasly nicht hatte verdrängen können, wechselte er 1971 zum TSV 1860 München. Für die „Löwen“ bestritt er ebenfalls 68 Spiele in der damals zweitklassigen Regionalliga Süd. In der Saison 1973/74  war er Stammtorhüter der Offenbacher Kickers, bei denen er in 25 Spielen im Tor stand. Danach wechselte er in die Zweite Liga zum TSR Olympia Wilhelmshaven. Er kehrte jedoch bereits nach einer Saison nach Offenbach zurück und bestritt für den OFC noch 146 Spiele in der 2. Bundesliga.
1979 wechselte er zum SC Viktoria Köln, für den er bis 1981 67 Zweitligaspiele bestritt. Von 1982 bis 1984 spielte er für Fortuna Köln. Mit der Fortuna erreichte er 1983 das DFB-Pokalfinale, das gegen den 1. FC Köln verloren wurde; er kam noch zu weiteren 60 Einsätzen in der Zweiten Liga. Danach ließ er seine aktive Laufbahn in der Oberliga Nord beim TSR Olympia Wilhelmshaven ausklingen, bei dem er noch in 57 Ligaspielen im Tor stand.
In der Saison 1996/97 war er beim Regionalligisten Wilhelmshaven 92, wie sich der SV Wilhelmshaven zeitweilig nannte, als Torwarttrainer tätig.

## Erfolge
- DFB-Pokal:  Platz 2 1983 mit dem SC Fortuna Köln
- Bundesliga:  Platz 9 (1971 mit Hannover 96); 2× Platz 10 (1968 mit Hannover 96 sowie 1974 mit Kickers Offenbach)

## Sonstiges
Helmschrot arbeitet nach Beendigung seiner aktiven Laufbahn als Werbeleiter bei Marktkauf.